# Schulenburg (castell)
L'Schulenburg era un castell de mota i pati del segle xii al marge del riu Jeetze a Stappenbeck. El castell és considerat la cleda de la nissaga dels Schulenburg a la qual hauria donat el seu nom. Com a hipòtesi alternativa, s'explica ans al contrari el nom del burg com derivat d'una família anomenat Schulenburg provinent de la regió de Hannover o dels Països Baixos que al segle XI-XII hauria estat investit del burg que ja existia, i que la família hauria donat el seu nom al seu feu nou, i no l'invers. De fet, hi ha als menys quatre topònims Schuilenburg als Països Baixos i altres tants Schulenburg a l'actual Baixa Saxònia. El primer esment escrit Sculenborch per a indicar el castell al marge del Jeetze data del 1238.
Data probablement del segle ix-X, com petit post d'avantguarda del burg de Salzwedel. Ja va ser abandonat a l'inici del segle xiv, quan el 1345 els Schulenburg van instal·lar-se al burg de Beetzendorf que va quedar la seva residència durant segles. Del castell només queden les restes de la mota i traces dels fossats. Era construït a una illa artificial, realitzada amb canals desviats del Jeetze, les traces ensenyen que era circumdat d'un doble anell de fossats. A l'eix nord-sud tira 52 metres, a l'eix oest-est 49 metres, el que és força petit per a l'època. Les ruïnes van ser utilitzades com a carrera a mitjans del segle xix, fins que el municipi de Stappenbeck va adquirir la zona. Uns artefactes arqueològics es troben al museu de Salzwedel, però el jaciment va sofrir molt de les pertorbacions del segle xix.